# Kleiner Binnensee und angrenzende Salzwiesen
Der Kleine Binnensee und angrenzende Salzwiesen ist ein Naturschutzgebiet in der schleswig-holsteinischen Gemeinde Behrensdorf im Kreis Plön.

## Allgemeines
Das rund 255 Hektar große Naturschutzgebiet ist mit der Nummer 53 in das Verzeichnis der Naturschutzgebiete des Ministeriums für Energiewende, Landwirtschaft, Umwelt, Natur und Digitalisierung eingetragen. Es wurde ursprünglich 1957 als knapp 106 Hektar großes Naturschutzgebiet ausgewiesen (Datum der Verordnung: 25. Februar 1957) und 2015 auf seine heutige Größe erweitert. Das Naturschutzgebiet ist Bestandteil des FFH-Gebietes „Strandseen der Howachter Bucht“ und des EU-Vogelschutzgebietes „Östliche Kieler Bucht“. Es grenzt an das Landschaftsschutzgebiet „Ostseeküste auf dem Gebiet der Gemeinden Behrensdorf und Hohwacht, des Großen Binnensees, des Unterlaufs der Kossau und Umgebung“. Teile des Landschaftsschutzgebietes gingen mit der Vergrößerung des Naturschutzgebietes in diesem auf. Zuständige untere Naturschutzbehörde ist der Kreis Plön.

## Beschreibung
Das Naturschutzgebiet liegt östlich von Kiel an der Hohwachter Bucht. Es umfasst den rund 25 Hektar großen und im Mittel etwa 0,5 Meter tiefen Kleinen Binnensee bis zu seinem südwestlichen Ufer, die Salzwiesen zwischen dem neuen und dem alten Binnendeich sowie südlich an den Kleinen Binnensee angrenzende Salzwiesen, Salz- und Sumpfwiesen im Deichvorland sowie den vorgelagerten Strandabschnitt mit Strand, Wall und Dünen und auf etwa 500 Metern Breite den der Küstenlinie vorgelagerten Bereich der Ostsee. Am Kleinen Binnensee kam es früher häufig zu Salzwassereinbrüchen von der Ostsee. Dabei wurden auch die Salzwiesenbereiche überschwemmt. 1964 wurde der See zur Ostsee eingedeicht. Seitdem bleiben die Salzwassereinbrüche aus, wodurch der Kleine Binnensee aussüßt. Die charakteristischen Pflanzen der Salzwiesen sind zum größten Teil nur noch vor dem Deich zu finden. Auf den hinter dem Deich liegenden Flächen wachsen z. B. Tannenwedel, Salzrotschwingel, Salzbinse und Gewöhnliche Natternzunge.
Die Strand- und Dünenbereiche werden von salzresistenten und salzliebenden Pflanzen eingenommen. Salzmiere, Mauerpfeffer, Stranddistel und Meerkohl wachsen auf dem oberhalb des Sandstrandes liegenden Geröllstrand. Auf den sich landeinwärts anschließenden Weißdünen wachsen Strandhafer und Strandroggen, auf Graudünen Schmalblättriges Weidenröschen, Grasnelke und Wildes Stiefmütterchen.
In den Salzwiesenbereichen und Uferbereichen des Strandsees ist Brackwasserröhricht zu finden. Die Salzwiesen werden mit Schottischen Hochlandrindern extensiv beweidet, um eine Ausbreitung des Röhrichts zu verhindern. Im Spätsommer 2010 wurden die Salzwiesen im Süden des Naturschutzgebietes stärker vernässt. Hierfür wurden Entwässerungsgräben geschlossen und Prielstrukturen wieder an den Kleinen Binnensee angeschlossen. Die Salzwiesen sind Lebensraum verschiedener Watvögel wie Kiebitz, Austernfischer, Säbelschnäbler, Bekassine und Rotschenkel. Vegetationsarme Kiesflächen dienen Zwergseeschwalbe und Sandregenpfeifer als Brutplätze. Weiterhin kommen Enten und Rallen vor. Das Naturschutzgebiet hat auch als Nahrungs-, Rast- und Mausergebiet für Schwäne, Gänse, Enten und Watvögel überregionale Bedeutung.
Das Naturschutzgebiet wird vom Landesverband Schleswig-Holstein des Naturschutzbundes Deutschland betreut. Zwischen Deich und Strandwall verläuft ein Wanderweg, der Strandweg, durch das Naturschutzgebiet, das auch als Naherholungsgebiet genutzt wird. Von ihm aus führen zehn hölzerne Übergänge zum Strand.